# Alicia (film)
Alicia is een Nederlandse erotische film uit 1974 van Wim Verstappen met in de hoofdrollen Willeke van Ammelrooy en Hugo Metsers.
De film is gebaseerd op een origineel scenario van Wim Verstappen en Charles Gormley. Alicia was succesvol in de bioscopen, er kwamen 331.276 bezoekers. De film werd door de pers ontvangen met een groot gebrek aan enthousiasme. Recensenten spraken van 'een mechanisch breiwerkje waarbinnen aan de acteur een minimale speelruimte gegund is'. Tegenwoordig wordt de film ook wel herinnerd om het rolletje van de man met een te kleine penis, die De la Parra persoonlijk vervulde.

## Verhaal
Alicia is de aantrekkelijke jonge echtgenote van Willem-Jan. Ze lijkt het perfecte leven te hebben: ze is de moeder van een beeldige dochter en zoon en haar man heeft een belangrijke directeursfunctie bij de Algemene Bank Nederland. Ze is echter diep ongelukkig als huisvrouw. Verveeld door haar voorspelbare leven verlaat ze hem om op zoek te gaan naar avontuur. Ze geniet van uitstapjes met verschillende mannen en een vrouw en ze komt zelfs terecht in een seksclub.
In deze tijd blijft ze haar onafhankelijkheid, die ze in haar huwelijk heeft gemist, behouden. Ondertussen weet haar man Alicia nauwlettend in de gaten te houden door de ABN-cheques die ze uitgeeft om haar hotelverblijven mee te betalen. Niettemin gaat hij op zoek naar een nieuwe vrouw, in de hoop zijn kinderen een moeder te kunnen geven. Voor een korte periode vult een secretaresse deze rol, maar uiteindelijk wordt hij weer herenigd met Alicia.

## Rolbezetting
| Acteur                | Personage            |
| --------------------- | -------------------- |
| Willeke van Ammelrooy | Alicia Nijhof        |
| Hugo Metsers          | Willem-Jan           |
| Bob Verstraeten       | Martin               |
| Carry Tefsen          | Henny, Martins vrouw |
| Mijanou Van Baarzel   |                      |
| Jeroen Krabbé         | Piloot               |
| Helmert Woudenberg    | Hotelhouder          |
| Henk Votel            |                      |
| Brûni Heinke          | Notaris' vrouw       |
| Jerome Reehuis        | Notaris              |
| Loudi Nijhoff         | Grootmoeder          |
| Cor Witschge          | Agent                |
| Olga Zuiderhoek       | Trix                 |
| Pim de la Parra       | Xander               |
| Lex Goudsmit          | Huwelijksmakelaar    |

## Achtergrond
De film werd gemaakt om in te spelen op het succes van Frank en Eva, een film van Wim Verstappen en Pim de la Parra met Willeke van Ammelrooy en Hugo Metsers die een jaar eerder werd uitgebracht. Van Ammelrooy was niet enthousiast wederom in een erotische film te spelen. In een opgenomen telefoongesprek tijdens de voorbereidingen vertelde ze:

Als hij die naaiscène nou eens zo zou maken dat er meer gesuggereerd wordt dan getoond, zou 't een hele goeie film kunnen zijn. Als 't allemaal zo realistisch gaat, doe ik het niet. Die Alicia is eigenlijk niet zo interessant. Ze doet 't om onafhankelijk te zijn maar dat wordt zo weinig uitgewerkt. Onafhankelijk zijn is niet alleen naar bed gaan met wie je wilt.
— Willeke van Ammelrooy

## Productie
De film werd in ongeveer drie weken in een zeer relaxte sfeer opgenomen. Het budget voor de film was 250.000 gulden (ca. 112.500 euro) hetgeen zelfs voor die jaren extreem laag was. Het lage budget had als consequentie dat er weinig acteurs waren en dat er gefilmd werd op een beperkt aantal locaties. De enige scène met een groot aantal figuranten was de scène die zich afspeelde bij een seksshow.

## Coca Colafles
De film kreeg veel media-aandacht door twee aangespannen rechtszaken tegen de film door The Coca-Cola Company. Hoewel de Nederlandse filmkeuring deze scène had goedgekeurd, maakte The Coca-Cola Company ophef tegen een scène waarin een vrouw masturbeert met een colafles. De advocaat van het bedrijf eiste dat de film verwijderd zou worden, met als toelichting: 'Wie deze scène heeft gezien krijgt een vieze smaak in de mond en zal minder gauw geneigd zijn om daarna een frisdrank te gebruiken. Dat is schadelijk voor de sprankelende, tintelende en vrijwel seksloze reputatie van Coca-Cola en voor de omzet.' Verstappen en De la Parra vonden dat het bedrijf de zaak 'zwaar overdrijft', maar dankten voor de onverwachte publiciteit. Ze waren niet van plan de scène uit de film te halen, maar ze verloren het kort geding, waarna dezelfde scène met een neutrale fles werd opgenomen.